# Cecilio Raúl Berzosa Martínez

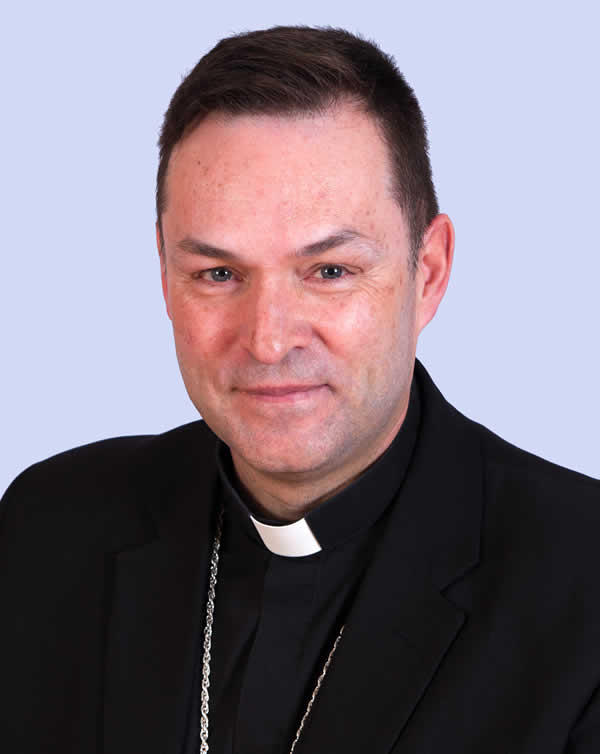
Bischof Raúl Berzosa Martínez.

Cecilio Raúl Berzosa Martínez (* 22. November 1957 in Aranda de Duero, Spanien) ist ein spanischer Geistlicher und emeritierter römisch-katholischer Bischof von Ciudad Rodrigo.

## Leben
Cecilio Raúl Berzosa Martínez empfing am 8. November 1982 durch Papst Johannes Paul II. das Sakrament der Priesterweihe für das Erzbistum Burgos.
Am 22. März 2005 ernannte ihn Johannes Paul II. zum Titularbischof von Arcavica und bestellte ihn zum Weihbischof in Oviedo. Der Erzbischof von Oviedo, Carlos Osoro Sierra, spendete ihm am 14. Mai desselben Jahres die Bischofsweihe; Mitkonsekratoren waren der emeritierte Erzbischof von Oviedo, Gabino Díaz Merchán, und der Erzbischof von Burgos, Francisco Gil Hellín, sowie der emeritierte Erzbischof von Burgos, Santiago Martínez Acebes.
Am 2. Februar 2011 ernannte ihn Papst Benedikt XVI. zum Bischof von Ciudad Rodrigo. Die Amtseinführung erfolgte am 9. April desselben Jahres.
Am 15. Juni 2018 beurlaubte Papst Franziskus Bischof Berzosa von der Leitung des Bistums. Er ernannte Francisco Gil Hellín, den emeritierten Erzbischof von Burgos, zum Apostolischen Administrator sede plena et ad nutum Sanctae Sedis. Papst Franziskus nahm am 16. Januar 2019 den von Bischof Berzosa aus persönlichen Gründen eingereichten vorzeitigen Rücktritt an.